# Karl Heinrich Rappolt
Karl Heinrich Rappolt (* 17. Juni 1702 in Fischhausen; † 23. Oktober 1753 in Königsberg) war ein deutscher Philosoph. Er war von 1731 bis 1733 Dozent für Philosophie, danach Professor für Naturlehre an der Albertus-Universität Königsberg. Sein Fachgebiet war die Geographie. 1735 wurde er zum auswärtigen Mitglied der Königlich Preußischen Sozietät der Wissenschaften gewählt.

## Schriften (Auswahl)
- Existentiam Dei Ex Mentis Cum Corpore Unione Demonstratam . (Respondent: Georg Heinrich Nicolai) Zaencker, Königsberg 1723. (Digitalisat)
- Conjecturæ philosophicæ de colorum in facie telluris vicissitudine annua, ubi maxime in viredinis æstivæ & hyemalis albedinis naturam & usam inquiritur. 1730.
- Providentia per quisquilias asserta. (Respondent: Daniel Reihold Meltzer) Reusner, Königsberg 1731. (Digitalisat)
- Quaestio naturalis Prussica de Oolitho Regiomontano, an caviarium petrefactum? (Respondent: Theodor Christoph Lilienthal) Reusner, Königsber 1733. (Digitalisat)